# 이브 세지윅
이브 코소프스키 세지윅 또는 세즈윅(Eve Kosofsky Sedgwick, 1950년 5월 2일 ~ 2009년 4월 12일)은 미국의 젠더학, 퀴어 이론(퀴어학) 및 비판 이론 분야의 학자이다. 《남성 간 유대 : 영문학과 호모소셜 욕구》(1985), 《벽장 속의 인식론》(1990), 《경향들》(1993) 등 퀴어 이론에서 획기적인 업적으로 여겨지는 책들을 여러 권 출판했고, 그의 저작들은 퀴어학의 학문적 정립에 도움을 주었다. 그는 광범위하고 다양한 주제를 다루는데, 퀴어 수행성, 실험적 비판적 글쓰기, 마르셀 프루스트, 비-라캉 정신분석학, 아티스트 북, 불교와 교육학, 실반 톰킨스와 멜라니 클라인의 정동 이론, 직물과 질감을 다룬 물질 문화 등이다.
그는 여성주의학과 미셸 푸코에 기대어, 찰스 디킨스나 헨리 제임스의 작품에 숨겨진 호모에로틱한 부분을 폭로하였다. 세지윅은 근대 서양 문화를 온전히 이해하려면 반드시 그 안에 담긴 동성애와 이성애의 개념을 짚고 넘어가야 한다고 주장하였다. 그는 호모소셜, 안티 호모포비아라는 용어를 만들었다.
대한민국에서 2012년 출간된 우에노 지즈코의 《여성혐오를 혐오한다》에 자주 인용되는 학자이다.

## 생애
오하이오주의 데이턴, 메릴랜드주의 베세즈다에서 자랐고 유대인 가정 출신이다. 코넬 대학교에서 학사 학위, 예일 대학교에서 박사 학위를 받았다. 코넬 대학교 재학 당시에 그는 텔루라이드 기숙사의 첫 여성 멤버 중 하나였는데, 이 곳은 앨런 블룸, 프랜시스 후쿠야마, 리처드 파인만 등의 세계적인 석학을 배출한 곳이다. 그가 여기에서 경험한 강한 엘리트주의와 남성 중심의 환경은 후에 그가 호모소셜을 연구하고 정립하는데 밑거름이 된다. 문예창작과 문학 교수로서 해밀턴 칼리지, 보스턴 대학교, 애머스트 칼리지에서 일했다. 또한 캘리포니아 대학교 버클리, 다트머스 대학교, 듀크 대학교에서도 강의했으며, 뉴욕시립대학교 대학원의 명예교수이기도 했다.